# Liste des distinctions de Coldplay
Le groupe Coldplay est un groupe de rock anglais né en 1998. Il est composé de Chris Martin, de Jon Buckland, de Guy Berryman et de Will Champion. C'est un des groupes le plus récompensé des années 2000. Coldplay a remporté 41 distinctions, sur 128 propositions. Ils ont notamment gagné 7 Grammy Awards, 7 Brit Awards et 6 Q Awards.

## Propositions de récompenses
| Compétition           | Année | Catégorie                                        |
| --------------------- | ----- | ------------------------------------------------ |
| Mercury Prize         | 2000  | Groupe anglais ou irlandais de l'année           |
| Brit Awards           | 2001  | Meilleur nouveau groupe                          |
| Brit Awards           | 2001  | Meilleure vidéo britannique                      |
| Brit Awards           | 2001  | Meilleur single britannique                      |
| Brit Awards           | 2002  | Meilleure vidéo britannique                      |
| Grammy Awards         | 2002  | Meilleure prestation vocale rock d'un duo/groupe |
| Mercury Prize         | 2003  | Groupe anglais ou irlandais de l'année           |
| Grammy Awards         | 2004  | Meilleur clip vidéo de format court              |
| American Music Awards | 2005  | Artiste alternatif favori                        |
| Grammy Awards         | 2005  | Meilleur clip vidéo de format long               |
| Mercury Prize         | 2005  | Groupe anglais ou irlandais de l'année           |
| Brit Awards           | 2006  | Meilleur groupe britannique                      |
| Brit Awards           | 2006  | Meilleure prestation live britannique            |
| Grammy Awards         | 2006  | Meilleure chanson rock                           |
| Grammy Awards         | 2006  | Meilleure prestation vocale rock d'un duo/groupe |
| Grammy Awards         | 2006  | Meilleur album rock                              |
| Grammy Awards         | 2007  | Meilleure prestation vocale rock d'un duo/groupe |
| American Music Awards | 2008  | Artiste de l'année                               |
| American Music Awards | 2008  | Groupe/Duo Pop Rock Favori                       |
| American Music Awards | 2008  | Artiste alternatif favori                        |
| American Music Awards | 2008  | Album Pop rock favori                            |

| Compétition            | Année | Catégorie                                        |
| ---------------------- | ----- | ------------------------------------------------ |
| Brit Awards            | 2009  | Meilleur groupe britannique                      |
| Brit Awards            | 2009  | Meilleure prestation live britannique            |
| Brit Awards            | 2009  | Meilleur single britannique                      |
| Brit Awards            | 2009  | Meilleur album britannique                       |
| Grammy Awards          | 2009  | Enregistrement de l'année                        |
| Grammy Awards          | 2009  | Album de l'année                                 |
| Grammy Awards          | 2009  | Meilleure chanson rock                           |
| Grammy Awards          | 2009  | Meilleure prestation vocale rock d'un duo/groupe |
| Brit Awards            | 2010  | Meilleur album des 30 dernières années           |
| Grammy Awards          | 2010  | Meilleur clip vidéo de format court              |
| Grammy Awards          | 2010  | Meilleure prestation vocale rock d'un duo/groupe |
| Brit Awards            | 2012  | Meilleur album de l'année                        |
| Grammy Awards          | 2012  | Meilleure prestation pop d'un duo/groupe         |
| Grammy Awards          | 2012  | Meilleure prestation rock                        |
| Grammy Awards          | 2012  | Meilleure chanson rock                           |
| NRJ Music Awards       | 2012  | Groupe/duo/troupe international(e) de l'année    |
| Billboard Music Awards | 2012  | Meilleur duo/groupe                              |
| Billboard Music Awards | 2012  | Meilleur album alternatif                        |
| Billboard Music Awards | 2012  | Meilleure chanson rock, avec Paradise            |
| Billboard Music Awards | 2012  | Meilleure chanson alternative, avec Paradise     |
| NRJ Music Awards       | 2022  | Groupe/duo/troupe international(e) de l'année    |

## Récompenses
| Compétition               | Année | Catégorie                                                          |
| ------------------------- | ----- | ------------------------------------------------------------------ |
| Brit Awards               | 2001  | Meilleur groupe britannique                                        |
| Brit Awards               | 2001  | Meilleur album britannique                                         |
| Grammy Awards             | 2002  | Meilleure prestation rock alternatif                               |
| Brit Awards               | 2003  | Meilleur groupe britannique                                        |
| Brit Awards               | 2003  | Meilleur album britannique                                         |
| Grammy Awards             | 2003  | Meilleure prestation vocale rock d'un duo/groupe                   |
| Grammy Awards             | 2003  | Meilleure prestation rock alternatif                               |
| Grammy Awards             | 2004  | Enregistrement de l'année                                          |
| Brit Awards               | 2006  | Meilleur single britannique                                        |
| Brit Awards               | 2006  | Meilleur album britannique                                         |
| Echo Awards               | 2006  | Meilleur groupe international                                      |
| Echo Awards               | 2009  | Meilleur groupe international                                      |
| NRJ Music Awards          | 2009  | NRJ Music Awards d'honneur                                         |
| Grammy Awards             | 2009  | Chanson de l'année                                                 |
| Grammy Awards             | 2009  | Meilleure prestation vocale pop d'un duo/groupe                    |
| Grammy Awards             | 2009  | Meilleur album rock                                                |
| Brit Awards               | 2012  | Groupe anglais de l'année                                          |
| Billboard Music Awards    | 2012  | Top Rock Artist                                                    |
| Billboard Music Awards    | 2012  | Top Rock Album "Mylo Xyloto"                                       |
| Billboard Music Awards    | 2012  | Top Alternative Artist                                             |
| Brit Awards               | 2013  | Meilleure prestation live britannique                              |
| Aice Awards               | 2015  | Meilleure vidéo "Magic"                                            |
| NRJ Music Awards          | 2016  | Groupe/Duo international de l'année                                |
| NRJ Music Awards          | 2016  | Chanson la plus streamée de l'année "Hymn For The Weekend"         |
| Berlin Music Video Awards | 2017  | Meilleurs effets visuels pour le clip "Up & UP"                    |
| American Music Awards     | 2017  | Meilleure tournée de l'année "A Head Full Of Dreams Tour"          |
| NRJ Music Awards          | 2021  | groupe/duo/troupe international(e) de l'année                      |
| American Music Award      | 2022  | Meilleure tournée de l'année                                       |
| Fnac Spectacles Awards    | 2022  | Tournée internationale de l'année pour "Music of the Spheres Tour" |